# Golo Mann
Golo Mann, pseudonimo di Angelus Gottfried Thomas Mann (Monaco di Baviera, 27 marzo 1909 – Leverkusen, 7 aprile 1994), è stato uno scrittore, storico e saggista tedesco.

## Biografia
Terzo figlio di Thomas Mann e di sua moglie Katia, studiò alla Odenwaldschule e all'Università di Heidelberg. Fu uno storico popolare, anche se occasionalmente criticato per il suo metodo non scientifico e romanzato. Golo Mann fu autore di diversi libri, tra cui Storia della Germania moderna.

## Premi e onorificenze
- 1964 Schillerpreis della città di Mannheim
- 1968 Premio Georg-Büchner
- 1972 Lessing-Ring con il Literaturpreis der deutschen Freimaurer (premio letterario massonico tedesco) e Großes Bundesverdienstkreuz (Gran Croce al merito)
- 1973 Dottorato honoris causa dell'università di Nantes e medaglia "Pour le Mérite"
- 1977 Schiller-Gedächtnispreis
- 1984 Premio "Ernst-Robert-Curtius" per la saggistica
- 1985 Goethepreis della città di Francoforte; Premio letterario Friedrich-Schiedel
- 1987 Premio letterario Bodensee e Dottorato honoris causa dell'università di Bath

## Opere
- 1947 Friedrich von Gentz.
- 1958 Deutsche Geschichte des 19. und 20. Jahrhunderts ("Storia tedesca del 19mo e 20mo secolo")
- 1964 Wilhelm II
- 1970 Von Weimar nach Bonn. Fünfzig Jahre deutsche Republik ("Da Weimar a Bonn. Cinquanta anni della Repubblica tedesca")
- 1971 Wallenstein. Sein Leben erzählt von Golo Mann ("Wallenstein. La sua vita raccontata da Golo Mann")
- 1986 Erinnerungen und Gedanken. Eine Jugend in Deutschland. ("Memorie e pensieri. Una gioventù in germania")
- 1989 Wir alle sind, was wir gelesen. ("Tutti siamo cìo che abbiamo letto")
- 1992 Wissen und Trauer ("Sapere e Lutto")

### Opere tradotte in italiano
- Storia della Germania moderna 1789/1958, traduzione di Neppi Modona, Firenze, Sansoni, 1964. Collezione Storica, Garzanti, Milano, 1ª ed. marzo 1978 - 1981.
- Wallenstein, Biblioteca Storica, Firenze, Sansoni, 1981.
- I Propilei. Grande Storia Universale (11 voll.), a cura di Golo Mann e Alfrad Heuss, Milano, Mondadori, 1967-1975.
- Memorie e Pensieri. Una giovinezza in Germania, traduzione di . M. Keller, curatore L. Ritter Santini, Collana Storia/Memoria, Bologna, Il Mulino, 1988, ISBN 978-88-15-01963-9.
- Golo Mann - Cesare Cases, Thomas Mann. Una biografia per immagini, traduzione di A. Catelan, Collana Iconografia, Milano, Studio Tesi, 1990, ISBN 978-88-7692-165-0.